# Ezüstsapkás gyümölcsgalamb
Az ezüstsapkás gyümölcsgalamb (Ptilinopus richardsii) a madarak osztályának galambalakúak (Columbiformes) rendjébe és a galambfélék (Columbidae) családjába tartozó faj.

## Rendszerezése
A fajt Edward Pierson Ramsay ausztráliai zoológus írta le 1882-ben, Ptilopus richardsii néven.

## Alfajai
- Ptilinopus richardsii cyanopterus (Mayr, 1931) - Rennell és Bellona szigetek (a Salamon-szigetek délkeleti részén)
- Ptilinopus richardsii richardsii (E. P. Ramsay, 1882) - Ugi és Santa Anna szigetek (a Salamon-szigetek keleti részén) [2]

## Előfordulása
A Salamon-szigetek területén honos. Természetes élőhelyei szubtrópusi és trópusi síkvidéki esőerdők és cserjések. Állandó, nem vonuló faj.

## Megjelenése
Átlagos testhossza 22 centiméter.

## Természetvédelmi helyzete
Az elterjedési területe elég kicsi, egyedszáma 3300-11500 példány közötti viszont stabil. A Természetvédelmi Világszövetség Vörös listáján nem fenyegetett fajként szerepel.